# Ognie świętego Elma

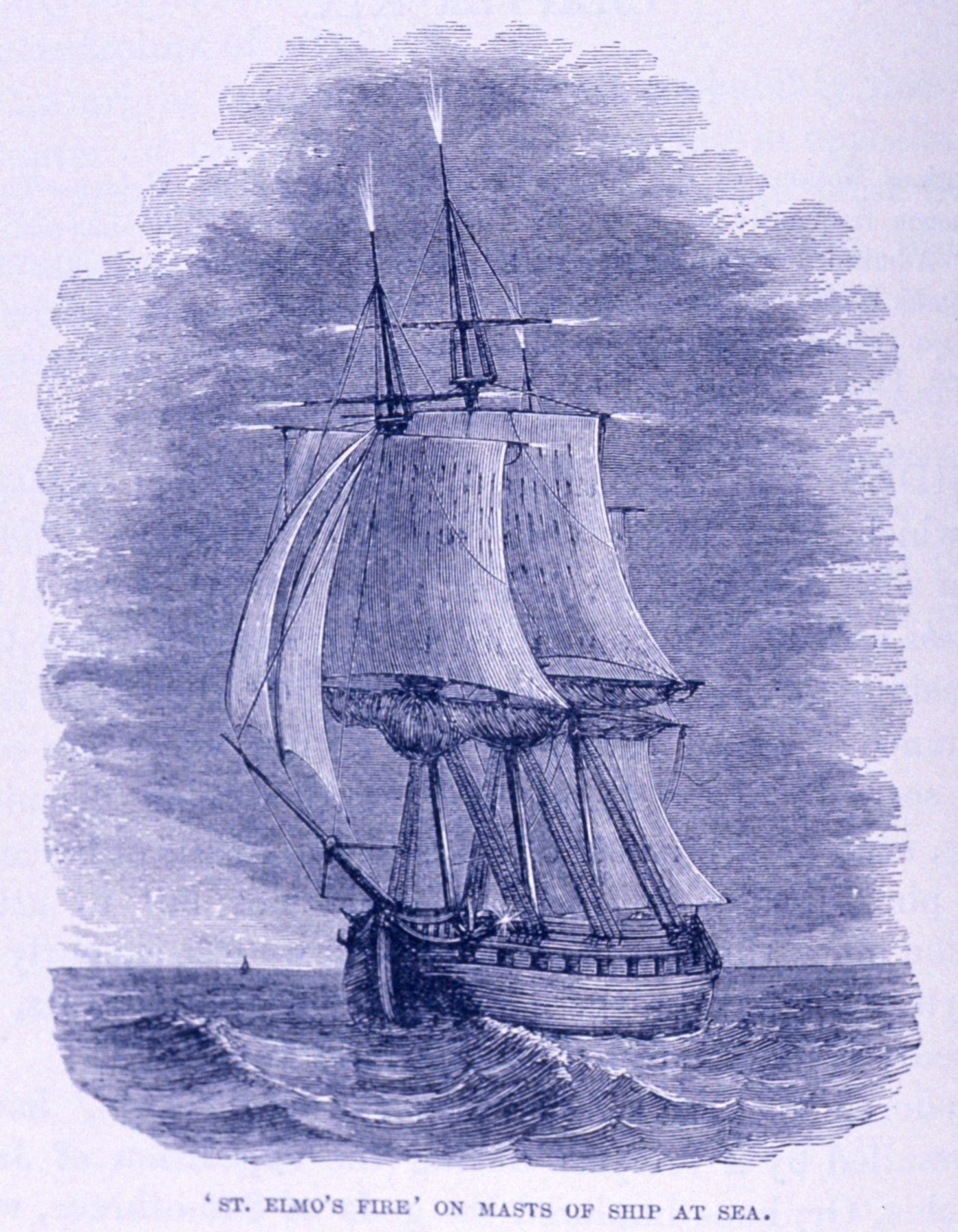
Ognie św. Elma na żaglowcu na morzu

Ognie świętego Elma (ognie św. Bartłomieja, ognie Kastora i Polluksa) – zjawisko akustyczno-optyczne w postaci małych, cichych, ciągłych wyładowań elektrycznych na różnych powierzchniach, a szczególnie krawędziach przedmiotów, mające miejsce w czasie pogody zapowiadającej burzę. Wyładowaniom tym mogą towarzyszyć bardzo ciche dźwięki w postaci syczenia lub świstu, a czasem może być to głośny gwizd.
Zjawisko pojawić się może na powierzchni skał, drzew, masztów, anten, lin. Występuje w różnych miejscach, ale najłatwiej zaobserwować je w górach lub na morzu. Wyładowania te są niegroźne, a można je zaobserwować nawet na wyciągniętej ręce. Ognie św. Elma pojawiają się podczas pogody zwiastującej zbliżanie się burzy z piorunami, chociaż nie zawsze do tego dochodzi. W skrajnych przypadkach zjawisko to może występować podczas burzy. Efekty świetlne w czasie widnego dnia są niewidoczne, ale o brzasku, zmierzchu i w nocy, oraz podczas bardzo silnego zachmurzenia widać je w postaci łuny lub świetlnych miotełek wytryskujących z różnych miejsc.
Na statkach szczególnie wydatnie zjawisko to występuje na końcach masztów, ponieważ gęstość ładunku w naładowanych przewodnikach jest zawsze największa tam, gdzie promień krzywizny powierzchni jest najmniejszy (a więc np. na ostrzu).
Marynarze nazwali te wyładowania „ogniami świętego Elma” prawdopodobnie dlatego, że niegroźne zjawiska odczytywali jako wysłuchanie modlitw zanoszonych podczas burz do Boga za wstawiennictwem świętego. Według legendy bowiem święty Elmo miał nie bać się uderzających obok niego piorunów.
Same ognie św. Elma nie są groźne, ale duża ich intensywność świadczy o wysokiej różnicy potencjałów elektrycznych pomiędzy ziemią i warstwą chmur, co powinno być ostrzeżeniem dla obserwatora, że w każdej chwili gdzieś w okolicy może uderzyć piorun.
Ognie św. Elma występują także podczas przelotu samolotu przez naładowaną elektrostatycznie chmurę lub chmurę pyłów wydobywających się podczas erupcji wulkanu. Wtedy te ostre drobinki pyłu trą o krawędzie natarcia skrzydeł, powodując wyładowania elektrostatyczne, a także jasną poświatę.